# Vaticà (malnom)
Vaticà (en llatí Vaticanus) va ser un agnomen romà derivat del turó Vaticà. De la mateixa manera es van originar altres noms, com ara Aventinense (de l'Aventí), Celiomontà (del turó Celi) o Esquilí (de l'Esquilí).
El van portar principalment Tit Romili Roc, cònsol l'any 455 aC, membre del primer decemvirat. I també Publi Sesti Capitolí, cònsol l'any 452 aC i tanmateix membre del primer decemvirat.